# Catar en la Copa Mundial de Fútbol de 2022
La selección de Catar fue uno de los treinta y dos equipos participantes en la Copa Mundial de Fútbol de 2022, por ser el anfitrión del torneo fue el primer equipo en clasificarse al certamen, torneo que se llevó a cabo del 20 de noviembre al 18 de diciembre en el mismo país.
Fue la primera participación de Catar, formó parte del Grupo A, junto a Ecuador, Países Bajos y Senegal.

## Preparación

### Amistosos previos
| 26 de marzo de 2022 | Catar                           | 2:1 (1:0) | Bulgaria     | Estadio Ciudad de la Educación, Rayán |                                |
| 20:30 (UTC+3)       | - Afif 27' (pen.) - Khoukhi 74' | Reporte   | Despodov 60' | Árbitro(s): Mohammed Al-Hoaish        | Árbitro(s): Mohammed Al-Hoaish |

| 29 de marzo de 2022 | Catar | 0:0     | Eslovenia | Estadio Ciudad de la Educación, Rayán |                              |
| 20:30 (UTC+3)       |       | Reporte |           | Árbitro(s): Youssef Essrayri          | Árbitro(s): Youssef Essrayri |

| 30 de julio de 2022 | Lazio | 0:0     | Catar | Centro Sportivo Campo Aquile, Formello |  |
| 18:00 (UTC+2)       |       | Reporte |       |                                        |  |

| 20 de agosto de 2022 | Catar                       | 2:2 (1:2) | Marruecos                          | Wiener Neustadt Arena, Wiener Neustadt |                            |
| 18:30 (UTC+2)        | - Assadalla 11' - Ró-Ró 65' | Reporte   | - Jabrane 13' (pen.) - Oubilla 42' | Árbitro(s): Harald Lechner             | Árbitro(s): Harald Lechner |

| 23 de agosto de 2022 | Catar                        | 2:1 (2:0) | Ghana            | Wiener Neustadt Arena, Wiener Neustadt |                               |
| 18:30 (UTC+2)        | - Alaaeldin 11' - Kheder 24' | Reporte   | Ró-Ró 70' (a.g.) | Árbitro(s): Julian Weinberger          | Árbitro(s): Julian Weinberger |

| 26 de agosto de 2022 | Catar        | 1:1 (0:0) | Jamaica        | Wiener Neustadt Arena, Wiener Neustadt |                                |
| 17:00 (UTC+2)        | - Mazeed 83' | Reporte   | - Fletcher 70' | Árbitro(s): Sebastian Gishamer         | Árbitro(s): Sebastian Gishamer |

| 20 de septiembre de 2022 | Catar | 0:3 (0:2) | Croacia U23                                        | Wiener Neustadt Arena, Wiener Neustadt |  |
| 18:00 (UTC+2)            |       | Reporte   | - Teklić 14' (pen.) - Mitrović 16' - Kulenović 87' |                                        |  |

| 23 de septiembre de 2022 | Catar | 0:2 (0:2) | Canadá                 | Generali-Arena, Viena             |                                   |
| 19:00 (UTC+2)            |       | Reporte   | - Larin 4' - David 13' | Árbitro(s): Manuel Schüttengruber | Árbitro(s): Manuel Schüttengruber |

| 27 de septiembre de 2022 | Catar                      | 2:2 (0:1) | Chile                     | Generali-Arena, Viena         |                               |
| 19:00 (UTC+2)            | - Afif 59' - Al-Haidos 67' | Reporte   | - Sánchez 37' - Vidal 78' | Árbitro(s): Julian Weinberger | Árbitro(s): Julian Weinberger |

| 14 de octubre de 2022 | Catar                                  | 2:1 (1:0) | Nicaragua          | Complejo Deportivo Marbella, Marbella |  |
|                       | - Afif 45' (pen.) - Muntari 70' (pen.) | Reporte   | Galeano 76' (pen.) |                                       |  |

| 23 de octubre de 2022 | Catar | 2:0 (2:0) | Guatemala | Estadio La Rosaleda, Málaga |  |
|                       |       | Reporte   |           |                             |  |

| 27 de octubre de 2022 | Catar | 1:0 (0:0) | Honduras | Estadio Antonio Lorenzo Cuevas, Marbella |  |
| 18:00 (UTC+2)         |       | Reporte   |          |                                          |  |

| 5 de noviembre de 2022 | Catar | 2:1 (0:0) | Panamá | Complejo Deportivo Marbella, Marbella |  |
| 19:00 (UTC+1)          |       | Reporte   |        |                                       |  |

| 9 de noviembre de 2022 | Catar | 1:0 (1:0) | Albania | Estadio Antonio Lorenzo Cuevas, Marbella |  |
| 18:30 (UTC+1)          |       | Reporte   |         |                                          |  |

## Plantel

### Lista de convocados
Entrenador:  Félix Sánchez Bas
La lista final fue anunciada el 11 de noviembre de 2022.
| No. | Pos. | Jugador           | Fecha de nacimiento (edad)         | Apa. | Goles | Club             |
| --- | ---- | ----------------- | ---------------------------------- | ---- | ----- | ---------------- |
| 1   | POR  | Saad Al Sheeb     | 19 de febrero de 1990 (32 años)    | 75   | 0     | Al-Sadd S. C.    |
| 2   | DEF  | Ró-Ró             | 6 de agosto de 1990 (32 años)      | 79   | 1     | Al-Sadd S. C.    |
| 3   | DEF  | Abdelkarim Hassan | 28 de agosto de 1993 (29 años)     | 125  | 15    | Al-Sadd S. C.    |
| 4   | DEF  | Mohammed Waad     | 18 de septiembre de 1999 (23 años) | 20   | 0     | Al-Sadd S. C.    |
| 5   | DEF  | Tarek Salman      | 5 de diciembre de 1997 (24 años)   | 58   | 0     | Al-Sadd S. C.    |
| 6   | MED  | Abdulaziz Hatem   | 28 de octubre de 1990 (32 años)    | 98   | 11    | Al-Rayyan S. C.  |
| 7   | DEL  | Ahmed Alaaeldin   | 31 de enero de 1993 (29 años)      | 46   | 1     | Al-Gharafa S. C. |
| 8   | MED  | Ali Assadalla     | 19 de enero de 1993 (29 años)      | 58   | 12    | Al-Sadd S. C.    |
| 9   | DEL  | Mohammed Muntari  | 20 de diciembre de 1993 (28 años)  | 47   | 13    | Al-Duhail S. C.  |
| 10  | DEL  | Hassan Al-Haidos  | 11 de diciembre de 1990 (31 años)  | 165  | 34    | Al-Sadd S. C.    |
| 11  | DEL  | Akram Afif        | 18 de noviembre de 1996 (26 años)  | 86   | 26    | Al-Sadd S. C.    |
| 12  | MED  | Karim Boudiaf     | 16 de septiembre de 1990 (32 años) | 111  | 5     | Al-Duhail S. C.  |
| 13  | DEF  | Musab Kheder      | 16 de diciembre de 1997 (24 años)  | 29   | 0     | Al-Sadd S. C.    |
| 14  | DEF  | Homam Ahmed       | 25 de agosto de 1999 (23 años)     | 27   | 2     | Al-Gharafa S. C. |
| 15  | DEF  | Bassam Al-Rawi    | 16 de diciembre de 1997 (24 años)  | 53   | 2     | Al-Duhail S. C.  |
| 16  | DEF  | Boualem Khoukhi   | 7 de septiembre de 1990 (32 años)  | 100  | 20    | Al-Sadd S. C.    |
| 17  | DEF  | Ismaeel Mohammad  | 5 de abril de 1990 (32 años)       | 68   | 4     | Al-Duhail S. C.  |
| 18  | DEL  | Khalid Muneer     | 24 de febrero de 1998 (24 años)    | 2    | 0     | Al-Wakrah S. C.  |
| 19  | DEL  | Almoez Ali        | 19 de agosto de 1996 (26 años)     | 76   | 39    | Al-Duhail S. C.  |
| 20  | MED  | Salem Al-Hajri    | 10 de abril de 1996 (26 años)      | 22   | 0     | Al-Sadd S. C.    |
| 21  | POR  | Yousef Hassan     | 24 de mayo de 1996 (26 años)       | 7    | 0     | Al-Gharafa S. C. |
| 22  | POR  | Meshaal Barsham   | 14 de febrero de 1998 (24 años)    | 13   | 0     | Al-Sadd S. C.    |
| 23  | MED  | Assim Madibo      | 22 de octubre de 1992 (30 años)    | 43   | 0     | Al-Duhail S. C.  |
| 24  | MED  | Naif Al-Hadhrami  | 18 de julio de 2001 (21 años)      | 1    | 0     | Al-Rayyan S. C.  |
| 25  | MED  | Jassem Gaber      | 20 de febrero de 2002 (20 años)    | 0    | 0     | Al-Arabi S .C.   |
| 26  | MED  | Mostafa Tarek     | 28 de marzo de 2001 (21 años)      | 1    | 0     | Al-Sadd S. C.    |

## Participación
- Los horarios son correspondientes a la hora local de Catar (UTC+3).

### Partidos
| Fecha           | Lugar | Instancia      | Local        |                             | Resultado |                    | Visitante |
| --------------- | ----- | -------------- | ------------ | --------------------------- | --------- | ------------------ | --------- |
| 20 de noviembre | Jor   | Fase de grupos | Catar        | Bandera de Catar            | 0:2 (0:2) | Bandera de Ecuador | Ecuador   |
| 25 de noviembre | Doha  | Fase de grupos | Catar        | Bandera de Catar            | 1:3 (0:1) | Bandera de Senegal | Senegal   |
| 29 de noviembre | Jor   | Fase de grupos | Países Bajos | Bandera de los Países Bajos | 2:0 (1:0) | Bandera de Catar   | Catar     |

### Fase de grupos - Grupo A
| Selección    | Pts | PJ | PG | PE | PP | GF | GC | Dif |
| ------------ | --- | -- | -- | -- | -- | -- | -- | --- |
| Países Bajos | 7   | 3  | 2  | 1  | 0  | 5  | 1  | +4  |
| Senegal      | 6   | 3  | 2  | 0  | 1  | 5  | 4  | +1  |
| Ecuador      | 4   | 3  | 1  | 1  | 1  | 4  | 3  | +1  |
| Catar        | 0   | 3  | 0  | 0  | 3  | 1  | 7  | –6  |

|  | Clasificados a los octavos de final. |

#### Catar vs. Ecuador
| 20 de noviembre | Catar | 0:2 (0:2) | Ecuador                  | Estadio Al Bayt, Jor                                                                |                                                                                     |
| 19:00           |       | Reporte   | Valencia 16' (pen.), 31' | Asistencia: 67 372 espectadores Árbitro(s): Daniele Orsato VAR: Massimiliano Irrati | Asistencia: 67 372 espectadores Árbitro(s): Daniele Orsato VAR: Massimiliano Irrati |

| 1          | Guardameta     | Saad Al Sheeb     |     |
| 14         | Defensa        | Homam Ahmed       |     |
| 3          | Defensa        | Abdelkarim Hassan |     |
| 16         | Defensa        | Boualem Khoukhi   |     |
| 15         | Defensa        | Bassam Al-Rawi    |     |
| 2          | Defensa        | Ró-Ró             |     |
| 6          | Centrocampista | Abdulaziz Hatem   |     |
| 12         | Centrocampista | Karim Boudiaf     |     |
| 10         | Centrocampista | Hassan Al-Haidos  | 71' |
| 11         | Delantero      | Akram Afif        |     |
| 19         | Delantero      | Almoez Ali        | 72' |
| Entrenador | Entrenador     | Félix Sánchez Bas |     |

| 1          | Guardameta     | Hernán Galíndez  |     |
| 17         | Defensa        | Angelo Preciado  |     |
| 2          | Defensa        | Félix Torres     |     |
| 3          | Defensa        | Piero Hincapié   |     |
| 7          | Defensa        | Pervis Estupiñán |     |
| 19         | Centrocampista | Gonzalo Plata    |     |
| 20         | Centrocampista | Jhegson Méndez   |     |
| 23         | Centrocampista | Moisés Caicedo   | 90' |
| 10         | Centrocampista | Romario Ibarra   | 68' |
| 11         | Delantero      | Michael Estrada  | 90' |
| 13         | Delantero      | Enner Valencia   | 77' |
| Entrenador | Entrenador     | Gustavo Alfaro   |     |

| 4 | Defensa   | Mohammed Waad    | 71' |
| 9 | Delantero | Mohammed Muntari | 72' |

| 16 | Centrocampista | Jeremy Sarmiento | 68' |
| 5  | Centrocampista | José Cifuentes   | 77' |
| 26 | Delantero      | Kevin Rodríguez  | 90' |
| 21 | Centrocampista | Alan Franco      | 90' |

| Anotado · Penal | 16' | Enner Valencia | 0–1 |
| Anotado         | 31' | Enner Valencia | 0–2 |

| Amonestado | 15' | Saad Al Sheeb |
| Amonestado | 22' | Almoez Ali    |
| Amonestado | 36' | Karim Boudiaf |
| Amonestado | 78' | Akram Afif    |

| Amonestado | 29' | Moisés Caicedo |
| Amonestado | 56' | Jhegson Méndez |

| Árbitro             | Daniele Orsato        |
| Árbitros asistentes | Ciro Carbone          |
| Árbitros asistentes | Alessandro Giallatini |
| Cuarto árbitro      | István Kovács         |
| Quinto árbitro      | Mihai Artene          |
| VAR                 | Massimiliano Irrati   |
| Adicionales VAR     | Paolo Valeri          |
| Adicionales VAR     | Tomasz Listkiewicz    |
| Adicionales VAR     | Benoît Millot         |
| Adicionales VAR     | Paweł Sokolnicki      |

| 1          | Guardameta     | Saad Al Sheeb     |     |
| 14         | Defensa        | Homam Ahmed       |     |
| 3          | Defensa        | Abdelkarim Hassan |     |
| 16         | Defensa        | Boualem Khoukhi   |     |
| 15         | Defensa        | Bassam Al-Rawi    |     |
| 2          | Defensa        | Ró-Ró             |     |
| 6          | Centrocampista | Abdulaziz Hatem   |     |
| 12         | Centrocampista | Karim Boudiaf     |     |
| 10         | Centrocampista | Hassan Al-Haidos  | 71' |
| 11         | Delantero      | Akram Afif        |     |
| 19         | Delantero      | Almoez Ali        | 72' |
| Entrenador | Entrenador     | Félix Sánchez Bas |     |

| 1          | Guardameta     | Hernán Galíndez  |     |
| 17         | Defensa        | Angelo Preciado  |     |
| 2          | Defensa        | Félix Torres     |     |
| 3          | Defensa        | Piero Hincapié   |     |
| 7          | Defensa        | Pervis Estupiñán |     |
| 19         | Centrocampista | Gonzalo Plata    |     |
| 20         | Centrocampista | Jhegson Méndez   |     |
| 23         | Centrocampista | Moisés Caicedo   | 90' |
| 10         | Centrocampista | Romario Ibarra   | 68' |
| 11         | Delantero      | Michael Estrada  | 90' |
| 13         | Delantero      | Enner Valencia   | 77' |
| Entrenador | Entrenador     | Gustavo Alfaro   |     |

| 4 | Defensa   | Mohammed Waad    | 71' |
| 9 | Delantero | Mohammed Muntari | 72' |

| 16 | Centrocampista | Jeremy Sarmiento | 68' |
| 5  | Centrocampista | José Cifuentes   | 77' |
| 26 | Delantero      | Kevin Rodríguez  | 90' |
| 21 | Centrocampista | Alan Franco      | 90' |

| Anotado · Penal | 16' | Enner Valencia | 0–1 |
| Anotado         | 31' | Enner Valencia | 0–2 |

| Amonestado | 15' | Saad Al Sheeb |
| Amonestado | 22' | Almoez Ali    |
| Amonestado | 36' | Karim Boudiaf |
| Amonestado | 78' | Akram Afif    |

| Amonestado | 29' | Moisés Caicedo |
| Amonestado | 56' | Jhegson Méndez |

| Árbitro             | Daniele Orsato        |
| Árbitros asistentes | Ciro Carbone          |
| Árbitros asistentes | Alessandro Giallatini |
| Cuarto árbitro      | István Kovács         |
| Quinto árbitro      | Mihai Artene          |
| VAR                 | Massimiliano Irrati   |
| Adicionales VAR     | Paolo Valeri          |
| Adicionales VAR     | Tomasz Listkiewicz    |
| Adicionales VAR     | Benoît Millot         |
| Adicionales VAR     | Paweł Sokolnicki      |

| \| Estadísticas \| \| \| \| Tiros \| 5 \| 6 \| \| Tiros a puerta \| 0 \| 3 \| \| Faltas \| 15 \| 15 \| \| Saques de esquina \| 1 \| 3 \| \| Penaltis \| 0 \| 1 \| \| Fueras de juego \| 3 \| 4 \| \| Posesión de balón \| 47% \| 53% \| | Alineación inicial |                    |
| Estadísticas | Bandera de Catar   | Bandera de Ecuador |
| Tiros | 5                  | 6                  |
| Tiros a puerta | 0                  | 3                  |
| Faltas | 15                 | 15                 |
| Saques de esquina | 1                  | 3                  |
| Penaltis | 0                  | 1                  |
| Fueras de juego | 3                  | 4                  |
| Posesión de balón | 47%                | 53%                |

#### Catar vs. Senegal
| 25 de noviembre | Catar       | 1:3 (0:1) | Senegal                                 | Estadio Al Thumama, Doha                                                         |                                                                                  |
| 16:00           | Muntari 78' | Reporte   | - Dia 41' - Diédhiou 48' - B. Dieng 84' | Asistencia: 41 797 espectadores Árbitro(s): Mateu Lahoz VAR: Hernández Hernández | Asistencia: 41 797 espectadores Árbitro(s): Mateu Lahoz VAR: Hernández Hernández |

| 22         | Guardameta     | Meshaal Barsham   |     |
| 14         | Defensa        | Homam Ahmed       | 83' |
| 3          | Defensa        | Abdelkarim Hassan |     |
| 16         | Defensa        | Boualem Khoukhi   |     |
| 17         | Defensa        | Ismaeel Mohammad  |     |
| 2          | Defensa        | Ró-Ró             | 83' |
| 23         | Centrocampista | Assim Madibo      |     |
| 12         | Centrocampista | Karim Boudiaf     | 69' |
| 10         | Centrocampista | Hassan Al-Haidos  | 74' |
| 11         | Delantero      | Akram Afif        |     |
| 19         | Delantero      | Almoez Ali        |     |
| Entrenador | Entrenador     | Félix Sánchez Bas |     |

| 16         | Guardameta     | Édouard Mendy      |     |
| 21         | Defensa        | Youssouf Sabaly    |     |
| 3          | Defensa        | Kalidou Koulibaly  |     |
| 14         | Defensa        | Ismail Jakobs      | 77' |
| 22         | Defensa        | Abdou Diallo       |     |
| 6          | Centrocampista | Nampalys Mendy     | 78' |
| 5          | Centrocampista | Idrissa Gana Gueye |     |
| 15         | Centrocampista | Krépin Diatta      | 64' |
| 19         | Centrocampista | Famara Diédhiou    | 74' |
| 18         | Centrocampista | Ismaïla Sarr       | 74' |
| 9          | Delantero      | Boulaye Dia        |     |
| Entrenador | Entrenador     | Aliou Cissé        |     |

| 6 | Centrocampista | Abdulaziz Hatem  | 69' |
| 9 | Delantero      | Mohammed Muntari | 74' |
| 5 | Defensa        | Tarek Salman     | 83' |
| 4 | Defensa        | Mohammed Waad    | 83' |

| 11 | Centrocampista | Pathé Ciss      | 64' |
| 20 | Delantero      | Bamba Dieng     | 74' |
| 13 | Delantero      | Iliman Ndiaye   | 74' |
| 4  | Defensa        | Pape Abou Cissé | 77' |
| 17 | Centrocampista | Pape Matar Sarr | 78' |

| Anotado | 78' | Mohammed Muntari | 1–2 |

| Anotado | 41' | Boulaye Dia     | 0–1 |
| Anotado | 48' | Famara Diédhiou | 0–2 |
| Anotado | 84' | Bamba Dieng     | 1–3 |

| Amonestado | 20'   | Ismaeel Mohammad |
| Amonestado | 45+2' | Homam Ahmed      |
| Amonestado | 90+1' | Assim Madibo     |

| Amonestado | 30' | Boulaye Dia   |
| Amonestado | 52' | Ismail Jakobs |
| Amonestado | 87' | Pathé Ciss    |

| Árbitro             | Antonio Mateu Lahoz                |
| Árbitros asistentes | Pau Cebrián Devís                  |
| Árbitros asistentes | Roberto Díaz Pérez del Palomar     |
| Cuarto árbitro      | Kevin Ortega                       |
| Quinto árbitro      | Jesús Sánchez                      |
| VAR                 | Alejandro José Hernández Hernández |
| Adicionales VAR     | Ricardo de Burgos Bengoetxea       |
| Adicionales VAR     | Juan Pablo Belatti                 |
| Adicionales VAR     | Juan Martínez Munuera              |
| Adicionales VAR     | Bruno Boschilia                    |

| 22         | Guardameta     | Meshaal Barsham   |     |
| 14         | Defensa        | Homam Ahmed       | 83' |
| 3          | Defensa        | Abdelkarim Hassan |     |
| 16         | Defensa        | Boualem Khoukhi   |     |
| 17         | Defensa        | Ismaeel Mohammad  |     |
| 2          | Defensa        | Ró-Ró             | 83' |
| 23         | Centrocampista | Assim Madibo      |     |
| 12         | Centrocampista | Karim Boudiaf     | 69' |
| 10         | Centrocampista | Hassan Al-Haidos  | 74' |
| 11         | Delantero      | Akram Afif        |     |
| 19         | Delantero      | Almoez Ali        |     |
| Entrenador | Entrenador     | Félix Sánchez Bas |     |

| 16         | Guardameta     | Édouard Mendy      |     |
| 21         | Defensa        | Youssouf Sabaly    |     |
| 3          | Defensa        | Kalidou Koulibaly  |     |
| 14         | Defensa        | Ismail Jakobs      | 77' |
| 22         | Defensa        | Abdou Diallo       |     |
| 6          | Centrocampista | Nampalys Mendy     | 78' |
| 5          | Centrocampista | Idrissa Gana Gueye |     |
| 15         | Centrocampista | Krépin Diatta      | 64' |
| 19         | Centrocampista | Famara Diédhiou    | 74' |
| 18         | Centrocampista | Ismaïla Sarr       | 74' |
| 9          | Delantero      | Boulaye Dia        |     |
| Entrenador | Entrenador     | Aliou Cissé        |     |

| 6 | Centrocampista | Abdulaziz Hatem  | 69' |
| 9 | Delantero      | Mohammed Muntari | 74' |
| 5 | Defensa        | Tarek Salman     | 83' |
| 4 | Defensa        | Mohammed Waad    | 83' |

| 11 | Centrocampista | Pathé Ciss      | 64' |
| 20 | Delantero      | Bamba Dieng     | 74' |
| 13 | Delantero      | Iliman Ndiaye   | 74' |
| 4  | Defensa        | Pape Abou Cissé | 77' |
| 17 | Centrocampista | Pape Matar Sarr | 78' |

| Anotado | 78' | Mohammed Muntari | 1–2 |

| Anotado | 41' | Boulaye Dia     | 0–1 |
| Anotado | 48' | Famara Diédhiou | 0–2 |
| Anotado | 84' | Bamba Dieng     | 1–3 |

| Amonestado | 20'   | Ismaeel Mohammad |
| Amonestado | 45+2' | Homam Ahmed      |
| Amonestado | 90+1' | Assim Madibo     |

| Amonestado | 30' | Boulaye Dia   |
| Amonestado | 52' | Ismail Jakobs |
| Amonestado | 87' | Pathé Ciss    |

| Árbitro             | Antonio Mateu Lahoz                |
| Árbitros asistentes | Pau Cebrián Devís                  |
| Árbitros asistentes | Roberto Díaz Pérez del Palomar     |
| Cuarto árbitro      | Kevin Ortega                       |
| Quinto árbitro      | Jesús Sánchez                      |
| VAR                 | Alejandro José Hernández Hernández |
| Adicionales VAR     | Ricardo de Burgos Bengoetxea       |
| Adicionales VAR     | Juan Pablo Belatti                 |
| Adicionales VAR     | Juan Martínez Munuera              |
| Adicionales VAR     | Bruno Boschilia                    |

| \| Estadísticas \| \| \| \| Tiros \| 10 \| 13 \| \| Tiros a puerta \| 3 \| 5 \| \| Faltas \| 7 \| 12 \| \| Saques de esquina \| 6 \| 6 \| \| Penaltis \| 0 \| 0 \| \| Fueras de juego \| 4 \| 3 \| \| Posesión de balón \| 45% \| 55% \| | Alineación inicial |                    |
| Estadísticas | Bandera de Catar   | Bandera de Senegal |
| Tiros | 10                 | 13                 |
| Tiros a puerta | 3                  | 5                  |
| Faltas | 7                  | 12                 |
| Saques de esquina | 6                  | 6                  |
| Penaltis | 0                  | 0                  |
| Fueras de juego | 4                  | 3                  |
| Posesión de balón | 45%                | 55%                |

#### Países Bajos vs. Catar
| 29 de noviembre | Países Bajos               | 2:0 (1:0) | Catar | Estadio Al Bayt, Jor                                                           |                                                                                |
| 18:00           | Gakpo 26' · F. de Jong 49' | Reporte   |       | Asistencia: 66 784 espectadores Árbitro(s): Bakary Gassama VAR: Rédouane Jiyed | Asistencia: 66 784 espectadores Árbitro(s): Bakary Gassama VAR: Rédouane Jiyed |

| 23         | Guardameta     | Andries Noppert |     |
| 2          | Defensa        | Jurriën Timber  |     |
| 4          | Defensa        | Virgil van Dijk |     |
| 5          | Defensa        | Nathan Aké      |     |
| 22         | Centrocampista | Denzel Dumfries |     |
| 15         | Centrocampista | Marten de Roon  | 83' |
| 21         | Centrocampista | Frenkie de Jong | 86' |
| 17         | Centrocampista | Daley Blind     |     |
| 14         | Centrocampista | Davy Klaassen   | 66' |
| 8          | Delantero      | Cody Gakpo      | 82' |
| 10         | Delantero      | Memphis Depay   | 66' |
| Entrenador | Entrenador     | Louis van Gaal  |     |

| 22         | Guardameta     | Meshaal Barsham   |     |
| 17         | Defensa        | Ismaeel Mohammad  | 85' |
| 2          | Defensa        | Ró-Ró             |     |
| 16         | Defensa        | Boualem Khoukhi   |     |
| 3          | Defensa        | Abdelkarim Hassan |     |
| 14         | Defensa        | Homam Ahmed       |     |
| 10         | Centrocampista | Hassan Al-Haidos  | 64' |
| 23         | Centrocampista | Assim Madibo      | 64' |
| 6          | Centrocampista | Abdulaziz Hatem   | 85' |
| 11         | Delantero      | Akram Afif        |     |
| 19         | Delantero      | Almoez Ali        | 64' |
| Entrenador | Entrenador     | Félix Sánchez Bas |     |

| 18 | Delantero      | Vincent Janssen  | 66' |
| 11 | Centrocampista | Steven Berghuis  | 66' |
| 19 | Delantero      | Wout Weghorst    | 82' |
| 20 | Centrocampista | Teun Koopmeiners | 83' |
| 24 | Centrocampista | Kenneth Taylor   | 86' |

| 12 | Centrocampista | Karim Boudiaf    | 64' |
| 9  | Delantero      | Mohammed Muntari | 64' |
| 8  | Centrocampista | Ali Assadalla    | 64' |
| 7  | Delantero      | Ahmed Alaaeldin  | 85' |
| 13 | Defensa        | Musab Kheder     | 85' |

| Anotado | 26' | Cody Gakpo      | 1–0 |
| Anotado | 49' | Frenkie de Jong | 2–0 |

| Amonestado | 52' | Nathan Aké |

| Árbitro             | Bakary Gassama      |
| Árbitros asistentes | Elvis Noupue        |
| Árbitros asistentes | Mahmoud Abouelregal |
| Cuarto árbitro      | Ma Ning             |
| Quinto árbitro      | Cao Yi              |
| VAR                 | Rédouane Jiyed      |
| Adicionales VAR     | Adil Zourak         |
| Adicionales VAR     | Mokrane Gourari     |
| Adicionales VAR     | Julio Bascuñán      |
| Adicionales VAR     | Zakhele Siwela      |

| 23         | Guardameta     | Andries Noppert |     |
| 2          | Defensa        | Jurriën Timber  |     |
| 4          | Defensa        | Virgil van Dijk |     |
| 5          | Defensa        | Nathan Aké      |     |
| 22         | Centrocampista | Denzel Dumfries |     |
| 15         | Centrocampista | Marten de Roon  | 83' |
| 21         | Centrocampista | Frenkie de Jong | 86' |
| 17         | Centrocampista | Daley Blind     |     |
| 14         | Centrocampista | Davy Klaassen   | 66' |
| 8          | Delantero      | Cody Gakpo      | 82' |
| 10         | Delantero      | Memphis Depay   | 66' |
| Entrenador | Entrenador     | Louis van Gaal  |     |

| 22         | Guardameta     | Meshaal Barsham   |     |
| 17         | Defensa        | Ismaeel Mohammad  | 85' |
| 2          | Defensa        | Ró-Ró             |     |
| 16         | Defensa        | Boualem Khoukhi   |     |
| 3          | Defensa        | Abdelkarim Hassan |     |
| 14         | Defensa        | Homam Ahmed       |     |
| 10         | Centrocampista | Hassan Al-Haidos  | 64' |
| 23         | Centrocampista | Assim Madibo      | 64' |
| 6          | Centrocampista | Abdulaziz Hatem   | 85' |
| 11         | Delantero      | Akram Afif        |     |
| 19         | Delantero      | Almoez Ali        | 64' |
| Entrenador | Entrenador     | Félix Sánchez Bas |     |

| 18 | Delantero      | Vincent Janssen  | 66' |
| 11 | Centrocampista | Steven Berghuis  | 66' |
| 19 | Delantero      | Wout Weghorst    | 82' |
| 20 | Centrocampista | Teun Koopmeiners | 83' |
| 24 | Centrocampista | Kenneth Taylor   | 86' |

| 12 | Centrocampista | Karim Boudiaf    | 64' |
| 9  | Delantero      | Mohammed Muntari | 64' |
| 8  | Centrocampista | Ali Assadalla    | 64' |
| 7  | Delantero      | Ahmed Alaaeldin  | 85' |
| 13 | Defensa        | Musab Kheder     | 85' |

| Anotado | 26' | Cody Gakpo      | 1–0 |
| Anotado | 49' | Frenkie de Jong | 2–0 |

| Amonestado | 52' | Nathan Aké |

| Árbitro             | Bakary Gassama      |
| Árbitros asistentes | Elvis Noupue        |
| Árbitros asistentes | Mahmoud Abouelregal |
| Cuarto árbitro      | Ma Ning             |
| Quinto árbitro      | Cao Yi              |
| VAR                 | Rédouane Jiyed      |
| Adicionales VAR     | Adil Zourak         |
| Adicionales VAR     | Mokrane Gourari     |
| Adicionales VAR     | Julio Bascuñán      |
| Adicionales VAR     | Zakhele Siwela      |

| \| Estadísticas \| \| \| \| Tiros \| 13 \| 5 \| \| Tiros a puerta \| 4 \| 3 \| \| Faltas \| 19 \| 9 \| \| Saques de esquina \| 4 \| 2 \| \| Penaltis \| 0 \| 0 \| \| Fueras de juego \| 5 \| 0 \| \| Posesión de balón \| 63% \| 37% \| | Alineación inicial          |                  |
| Estadísticas | Bandera de los Países Bajos | Bandera de Catar |
| Tiros | 13                          | 5                |
| Tiros a puerta | 4                           | 3                |
| Faltas | 19                          | 9                |
| Saques de esquina | 4                           | 2                |
| Penaltis | 0                           | 0                |
| Fueras de juego | 5                           | 0                |
| Posesión de balón | 63%                         | 37%              |

## Estadísticas

### Participación de jugadores
| N.° | Pos        | Jugador         | PJ | Minutos jugados | Goles recibidos | Atajos | Tarjetas amarillas | Doble tarjeta amarilla y roja | Tarjetas rojas |
| --- | ---------- | --------------- | -- | --------------- | --------------- | ------ | ------------------ | ----------------------------- | -------------- |
| 1   | Guardameta | Saad Al Sheeb   | 1  | 90              | 2               | 1      | 1                  | 0                             | 0              |
| 21  | Guardameta | Yousef Hassan   | 0  | 0               | 0               | 0      | 0                  | 0                             | 0              |
| 22  | Guardameta | Meshaal Barsham | 2  | 180             | 5               | 4      | 0                  | 0                             | 0              |

| N.° | Pos            | Jugador           | PJ | Minutos jugados | Goles | Asistencias | Tarjetas Amarillas | Doble tarjeta amarilla y roja | Tarjetas rojas |
| --- | -------------- | ----------------- | -- | --------------- | ----- | ----------- | ------------------ | ----------------------------- | -------------- |
| 2   | Defensa        | Ró-Ró             | 3  | 263             | 0     | 0           | 0                  | 0                             | 0              |
| 3   | Defensa        | Abdelkarim Hassan | 3  | 270             | 0     | 0           | 0                  | 0                             | 0              |
| 4   | Defensa        | Mohammed Waad     | 2  | 26              | 0     | 0           | 0                  | 0                             | 0              |
| 5   | Defensa        | Tarek Salman      | 1  | 7               | 0     | 0           | 0                  | 0                             | 0              |
| 6   | Centrocampista | Abdulaziz Hatem   | 3  | 196             | 0     | 0           | 0                  | 0                             | 0              |
| 7   | Delantero      | Ahmed Alaaeldin   | 1  | 5               | 0     | 0           | 0                  | 0                             | 0              |
| 8   | Centrocampista | Ali Assadalla     | 1  | 26              | 0     | 0           | 0                  | 0                             | 0              |
| 9   | Delantero      | Mohammed Muntari  | 3  | 60              | 1     | 0           | 0                  | 0                             | 0              |
| 10  | Delantero      | Hassan Al-Haidos  | 3  | 209             | 0     | 0           | 0                  | 0                             | 0              |
| 11  | Delantero      | Akram Afif        | 3  | 270             | 0     | 0           | 1                  | 0                             | 0              |
| 12  | Centrocampista | Karim Boudiaf     | 3  | 185             | 0     | 0           | 1                  | 0                             | 0              |
| 13  | Defensa        | Musab Kheder      | 1  | 5               | 0     | 0           | 0                  | 0                             | 0              |
| 14  | Defensa        | Homam Ahmed       | 3  | 263             | 0     | 0           | 1                  | 0                             | 0              |
| 15  | Defensa        | Bassam Al-Rawi    | 1  | 90              | 0     | 0           | 0                  | 0                             | 0              |
| 16  | Defensa        | Boualem Khoukhi   | 3  | 270             | 0     | 0           | 0                  | 0                             | 0              |
| 17  | Defensa        | Ismaeel Mohammad  | 2  | 175             | 0     | 1           | 1                  | 0                             | 0              |
| 18  | Delantero      | Khalid Muneer     | 0  | 0               | 0     | 0           | 0                  | 0                             | 0              |
| 19  | Delantero      | Almoez Ali        | 3  | 226             | 0     | 0           | 1                  | 0                             | 0              |
| 20  | Centrocampista | Salem Al-Hajri    | 0  | 0               | 0     | 0           | 0                  | 0                             | 0              |
| 23  | Centrocampista | Assim Madibo      | 2  | 154             | 0     | 0           | 1                  | 0                             | 0              |
| 24  | Centrocampista | Naif Al-Hadhrami  | 0  | 0               | 0     | 0           | 0                  | 0                             | 0              |
| 25  | Centrocampista | Jassem Gaber      | 0  | 0               | 0     | 0           | 0                  | 0                             | 0              |
| 26  | Centrocampista | Mostafa Tarek     | 0  | 0               | 0     | 0           | 0                  | 0                             | 0              |

### Goleadores
| N.°   | Jugador          | Anotado | PJ | Prom. | Jugada | Cabeza | TL | Penal |
| ----- | ---------------- | ------- | -- | ----- | ------ | ------ | -- | ----- |
| 1     | Mohammed Muntari | 1       | 3  | 0.33  | 0      | 1      | 0  | 0     |
| Total | Total            | 1       | 3  | 0.33  | 0      | 1      | 0  | 0     |

### Asistencias
| N.°   | Jugador          | Asistencia | Jugada | Cabeza | TL | SdE |
| ----- | ---------------- | ---------- | ------ | ------ | -- | --- |
| 1     | Ismaeel Mohammad | 1          | 1      | 0      | 0  | 0   |
| Total | Total            | 1          | 1      | 0      | 0  | 0   |

### Tarjetas disciplinarias
| N.°   | Jugador          | Amonestado | Otorgado · Expulsado | Expulsado | Sanción |
| ----- | ---------------- | ---------- | -------------------- | --------- | ------- |
| 1     | Saad Al Sheeb    | 1          | 0                    | 0         |         |
| 2     | Almoez Ali       | 1          | 0                    | 0         |         |
| 3     | Karim Boudiaf    | 1          | 0                    | 0         |         |
| 4     | Akram Afif       | 1          | 0                    | 0         |         |
| 5     | Ismaeel Mohammad | 1          | 0                    | 0         |         |
| 6     | Homam Ahmed      | 1          | 0                    | 0         |         |
| 7     | Assim Madibo     | 1          | 0                    | 0         |         |
| Total | Total            | 7          | 0                    | 0         |         |